# Pinus attenuata
Pinus attenuata Lemmon, 1892, è una specie di pino, appartenente alla famiglia delle Pinaceae, originaria degli Stati Uniti (California e Oregon) e del Messico (Penisola di Bassa California).

## Etimologia
Il nome generico Pinus, utilizzato già dai latini, potrebbe, secondo un'interpretazione etimologica, derivare dall'antica radice indo-europea *pīt = resina. Il nome specifico attenuata fa riferimento alla forma affusolata delle pigne.

## Descrizione

### Portamento
Albero, talvolta arbusto, alto fino a 25 m con tronco monopodiale, prevalentemente diritto più raramente ricurvo , che può raggiungere 80 cm di diametro, a chioma aperta, arrotondata e irregolare; i rami sono assurgenti, con germogli spesso multinodali, di colore marrone-rosso, dai pulvini corti e decorrenti. I catafilli sono subulati, scariosi, affusolati e con apici caudati.

### Foglie
Le foglie sono aghiformi, fascicolate in gruppi di 3 (raramente 2), di colore verde-giallo o verde-glauco, lunghe 9-15 cm, con margini seghettati e punte acute; gli stomi sono presenti su tutte le facce degli aghi, disposti in 8-12 linee sulla faccia abassiale convessa e in 3-5 linee sulle facce adassiali. Le gemme sono acute e ovoidali, quelle terminali lunghe fino a 3 cm, quelle laterali più piccole, marroni e resinose, con perule a margine eroso e ialino.

### Fiori
Sono strobili maschili inizialmente giallastri, poi giallastri-marroni, ovoidali-oblunghi o cilindrici, lunghi 1-1,5 cm.

### Frutti
Le pigne sono persistenti anche per 20 anni e si aprono durante gli incendi boschivi; sono subterminali, solitarie o disposte a coppie di 3-5 su corti, robusti e ricurvi peduncoli. Lunghe 8-15 cm e larghe 3,5-6 cm quando non ancora aperte, sessili, riflesse, estremamente serotinose e di colore dal giallo-marrone al marrone pallido, sono ovoidali-oblunghe o ovoidali-cilindriche, leggermente ricurve e asimmetriche. Presentano apofisi da rombiche a pentagonali, lievemente sollevate nella parte inferiore della pigna, ricurve e coniche nella parte superiore, specialmente vicino alla base, di colore ocraceo o marrone-giallastro, con l'età grigio. Gli umboni sono dorsali e rombici, lunghi 5 mm, di colore più scuro rispetto alle apofisi. I semi sono obliqui-ovoidali, con apice lievemente acuto, lunghi 6-7 mm, nerastri-marroni, con parte alata di circa 20 mm, oblunga, da giallastra a grigio-marrone.

### Corteccia
La corteccia è sottile, di colore inizialmente marrone-porpora, poi con il tempo marrone-scuro, superficialmente e strettamente solcata, con irregolari e piatte placche, nella parte superiore del tronco più liscia.

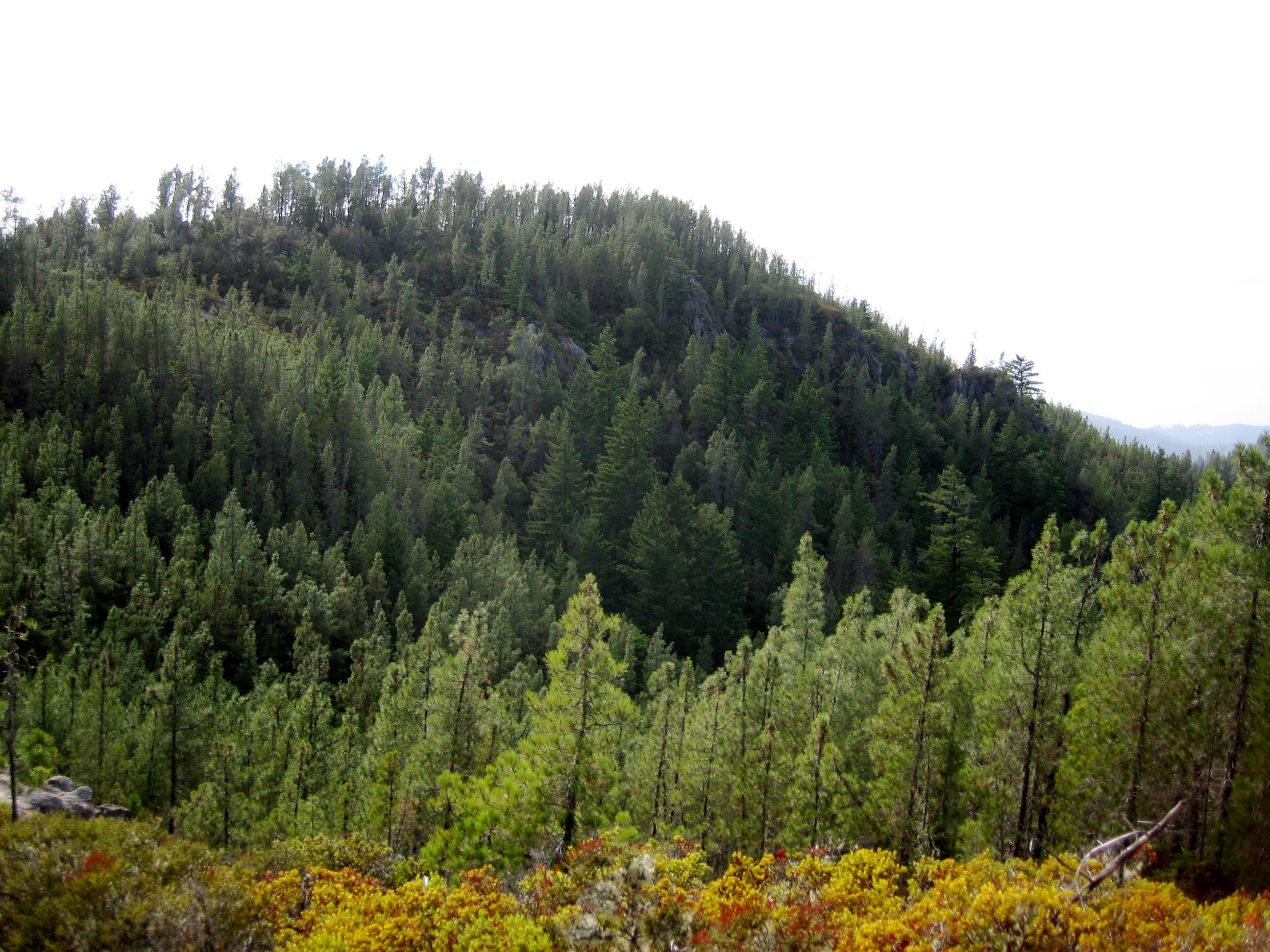
Foresta di P. attenuata
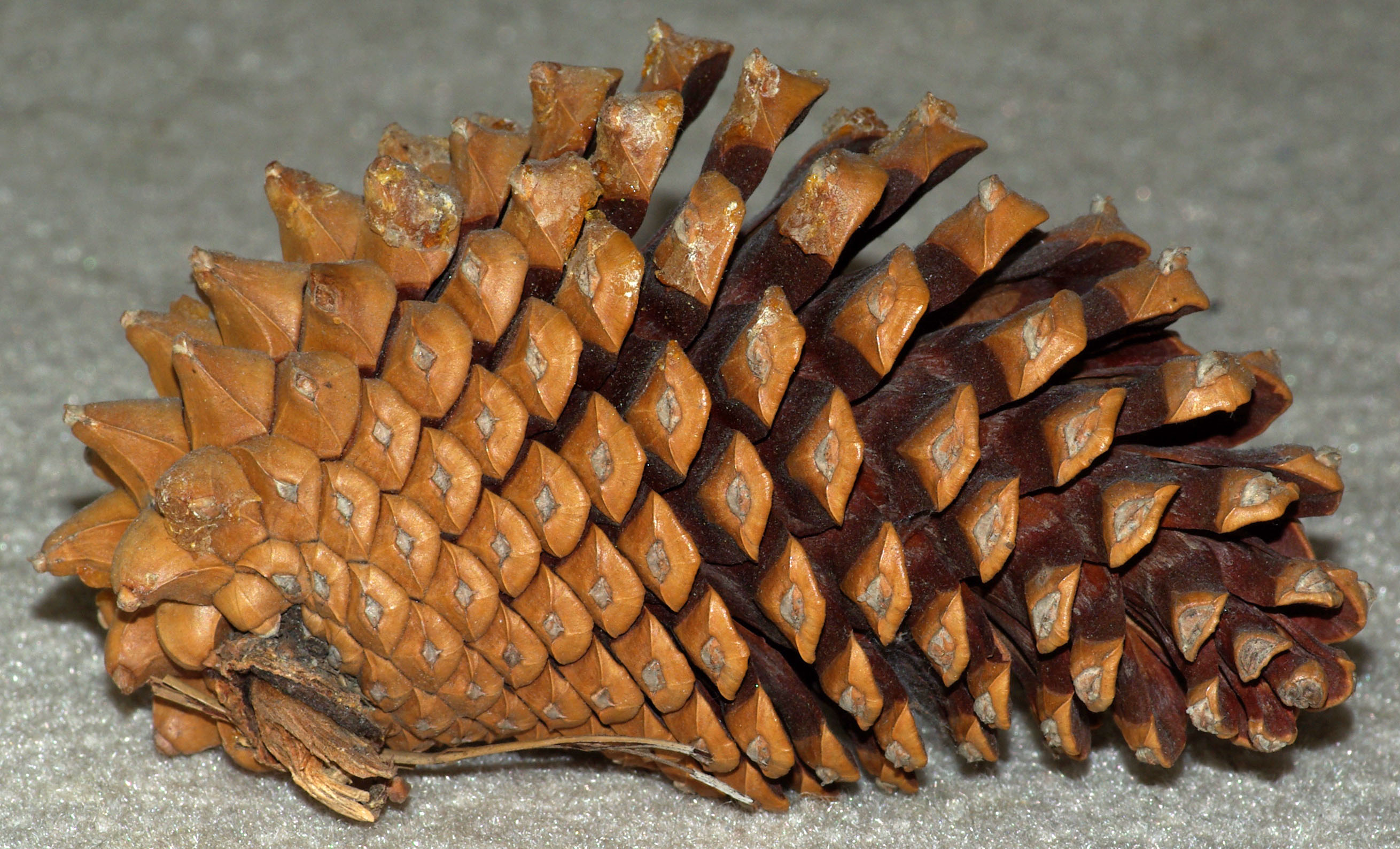
Pigna matura
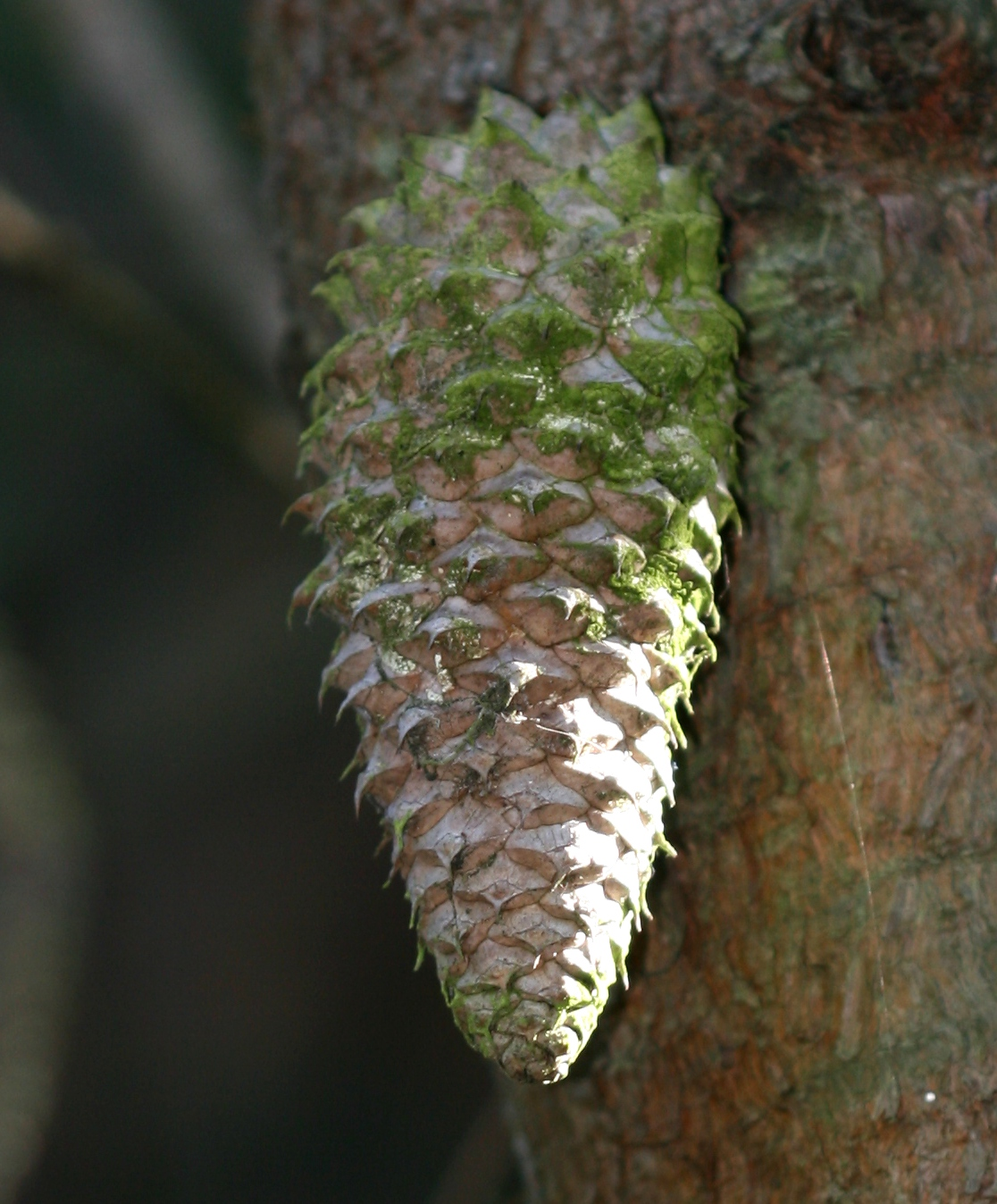
Pigna chiusa
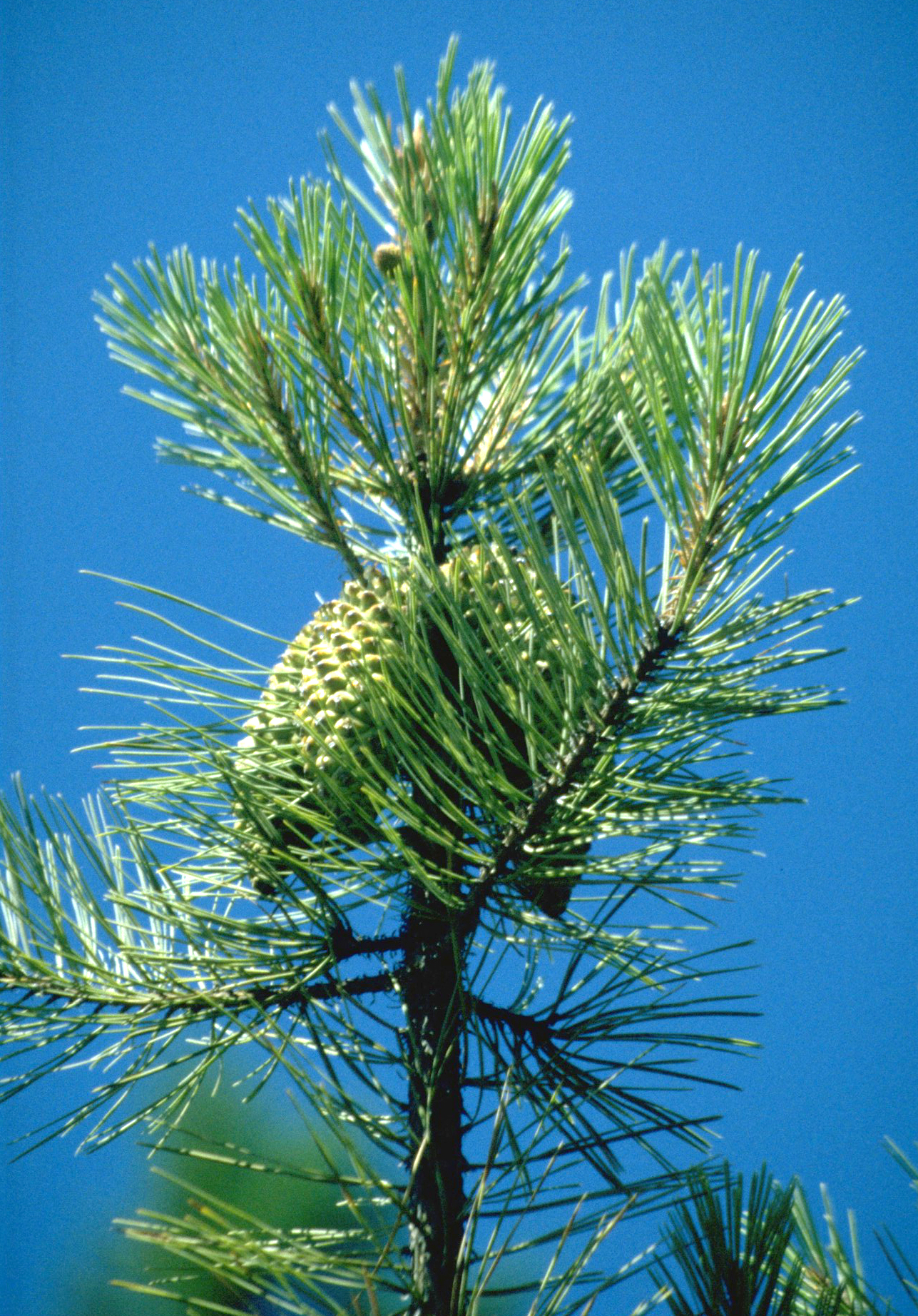
Aghi e pigne immature
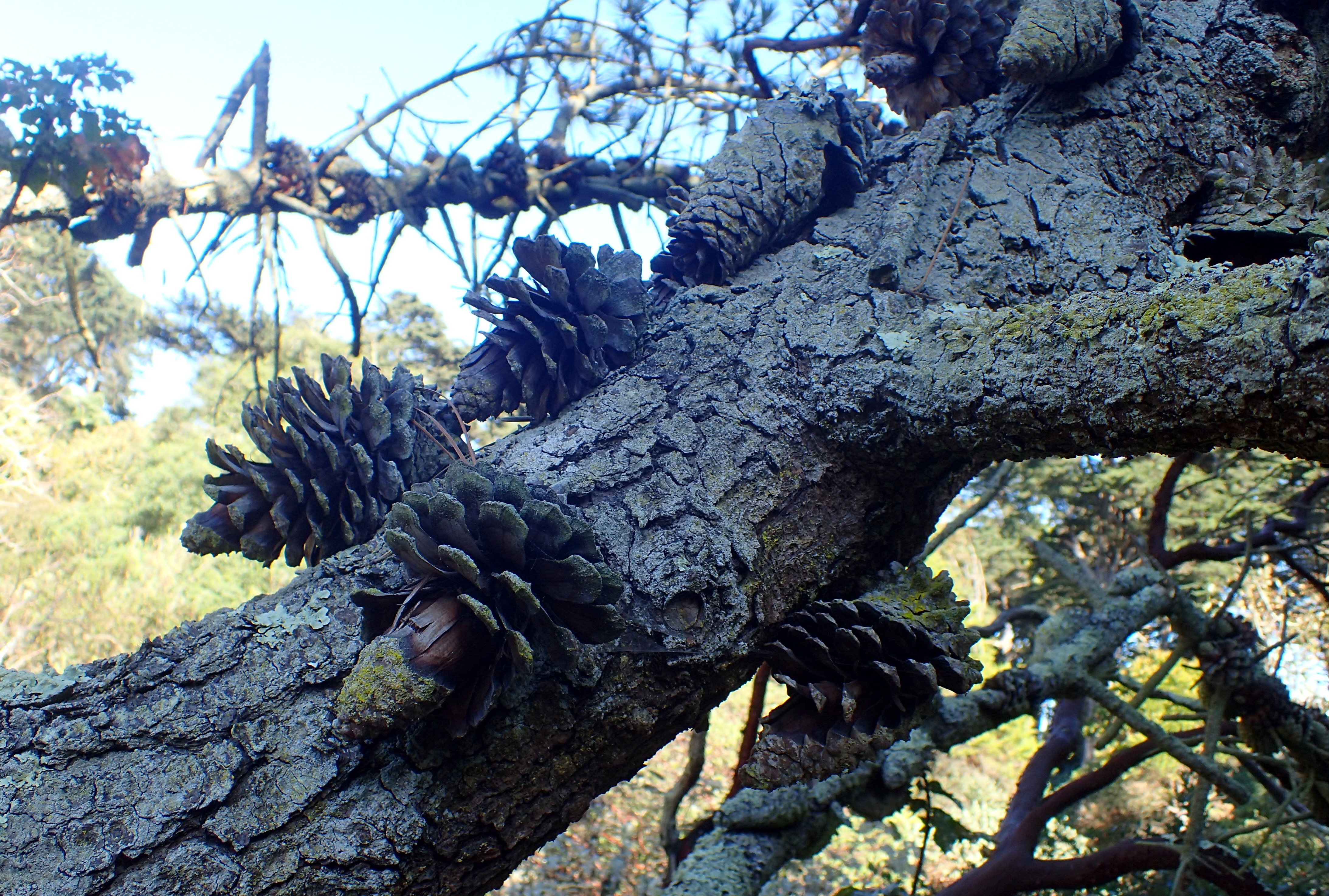
Corteccia e pigne

## Distribuzione e habitat
Vegeta fino ad altitudini di 1700 m nella parte americana dell'areale, mentre nella parte messicana raggiunge altitudini di 200-600 m; è considerata una specie pioniera nella ricolonizzazione di territori devastati da incendi boschivi, e pertanto frequenta aridi pendii o affioramenti rocciosi di serpentino dove la vegetazione caratteristica è quella del chaparral. Nella parte più settentrionale del suo areale, può associarsi a specie dei generi Quercus e Cupressus.

## Usi
Di dimensioni contenute, a lenta crescita per l'habitat secco e con un legno di qualità non eccelsa, P. attenuata è una specie di poca importanza economica. Nei locali negozi di artigianato in legno si possono trovare delle curiosità realizzate con le pigne e i rami. Anche in orticoltura la sua presenza è limitata in arboreti ubicati in zone a clima mediterraneo; in California si sperimenta la sua ibridizzazione artificiale con P. radiata e P. muricata.

## Conservazione
Questa specie risiede in un areale molto vasto e in molte zone la popolazione è ancora numerosa, specialmente nella parte settentrionale della California. In alcune zone più urbanizzate il rischio di un declino prossimo è concreto, ma attualmente viene ancora classificata come specie a rischio minimo (least concern) nella Lista rossa IUCN.